# Hannah (Dakota del Nord)
Hannah és una població dels Estats Units a l'estat de Dakota del Nord. Segons el cens del 2000 tenia 20 habitants.

## Demografia
Segons el cens del 2000, Hannah tenia 20 habitants, 13 habitatges, i 5 famílies. La densitat de població era de 40,6 hab./km².
Per edats la població es repartia de la següent manera: un 5% tenia menys de 18 anys, un 0% entre 18 i 24, un 20% entre 25 i 44, un 30% de 45 a 60 i un 45% 65 anys o més.
L'edat mediana era de 64 anys. Per cada 100 dones de 18 o més anys hi havia 137,5 homes.
La renda mediana per habitatge era de 36.250 $ i la renda mediana per família de 36.250 $. Els homes tenien una renda mediana de 36.250 $ mentre que les dones 0 $. La renda per capita de la població era de 17.562 $. Cap de les famílies i el 19,2% de la població estaven per davall del llindar de pobresa.

## Poblacions més properes
El següent diagrama mostra les poblacions més properes.